# Fighting-φ-girls
「fighting-φ-girls」（ファイティング ファイ ガールズ）は、日本のシンガーソングライター・miwaの楽曲。16枚目のシングルとして2015年1月28日にSony Music Recordsから発売。

## 解説
TBS系火曜ドラマ『まっしろ』主題歌として書き下ろされた楽曲。miwaは曲制作にあたって学生時代の友人にリサーチを行ったと話している。
カップリング曲「空の彼方」は、NHK系『めざせ!2020年のオリンピアン〜東京五輪の原石たち〜』テーマソング。
タイトル曲は、2015年12月31日放送の第66回NHK紅白歌合戦歌唱曲となった。

## 収録曲
| 全作詞: miwa、全作曲: miwa、NAOKI-T。 |                                     |      |                |         |      |
| #                                     | タイトル                            | 作詞 | 作曲・編曲     | 編曲    | 時間 |
| 1.                                    | 「fighting-φ-girls」                | miwa | miwa、 NAOKI-T | NAOKI-T | 4:17 |
| 2.                                    | 「空の彼方」                        | miwa | miwa、 NAOKI-T | NAOKI-T | 4:35 |
| 3.                                    | 「fighting-φ-girls <instrumental>」 | miwa | miwa、 NAOKI-T |         |      |
| 4.                                    | 「空の彼方 <instrumental>」         | miwa | miwa、 NAOKI-T |         |      |

DVD (初回生産限定盤のみ)
| #  | タイトル             | 作詞 | 作曲・編曲 |
| -- | -------------------- | ---- | ---------- |
| 1. | 「Faith」            |      |            |
| 2. | 「chAngE」           |      |            |
| 3. | 「君に出会えたから」 |      |            |

## 収録アルバム
- ONENESS (#1)